# سرگی سمینوف
سرگی سمینوف (به روسی: Сергей Семёнов) (زادهٔ ۱۰ اوت ۱۹۹۵) کشتی‌گیر اهل روسیه در دستهٔ فوق سنگین‌وزن کشتی فرنگی است. او برندهٔ دو مدال برنز از دو دورهٔ پیاپی بازی‌های المپیک ۲۰۱۶ ریو و ۲۰۲۰ توکیو؛ و نیز قهرمان کشتی جهان در سال ۲۰۱۸ است.
مدال برنز بازی‌های اروپایی ۲۰۱۹ و مدال طلای قهرمانی کشتی زیر ۲۳ سال جهان ۲۰۱۷ از دیگر افتخارات مهم او است.

## فعالیت حرفه‌ای

### المپیک ۲۰۱۶ ریو
سمینوف در سال ۲۰۱۶ میلادی در المپیک ریو در وزن ۱۳۰ کیلو حاضر بود توانست با سه پیروزی برابر مراد رامانوف از قرقیزستان، مومن جان عبدالله‌یف از ازبکستان و یاکوبی گاجایا از گرجستان به مرحله نیمه نهایی برسد، در این مرحله اما مقابل میخایین لوپز کشتی‌گیر کوبایی تن به شکست داد تا به دیدار رده‌بندی برود، سمینوف در دیدار رده‌بندی توانست هیکی نابی کشتی‌گیر استونی را شکست دهد و به مدال برنز دست یابد.

### مسابقات قهرمانی کشتی جهان ۲۰۱۸
سمینوف در وزن ۱۳۰ کیلو مسابقات قهرمانی کشتی جهان ۲۰۱۸ بوداپست حاضر بود که پس از غلبه بر اولکساندر چرنتسکی از اوکراین، اسکار پینو از کوبا و هیکی نابی از استونی به فینال رسید. وی در فینال آدام کون از آمریکا را شکست داد و مدال طلا وزن ۱۳۰ کیلوگرم را بدست آورد.

### المپیک ۲۰۲۰ توکیو
سمینوف در وزن ۱۳۰ کیلوگرم کشتی فرنگی المپیک ۲۰۲۰ توکیو حاضر بود که در کشتی اول عبدالطیف محمد از مصر را شکست داد اما در کشتی بعد به یاکوبی گاجایا از گرجستان باخت و با توجه به حضور این کشتی‌گیر در فینال، به دیدار شانس مجدد رفت. او در مرحله شانس مجدد الیاس کوسمانن از فنلاند را شکست داد و به دیدار رده‌بندی رسید. وی در این دیدار یاسمانی آکوستا از شیلی را شکست داد و مدال برنز وزن ۱۳۰ کیلوگرم را بدست آورد.